# Tohvri (Emmaste)
Tohvri – wieś w Estonii, w prowincji Hiuma, w gminie Emmaste.